# Breitbandantenne

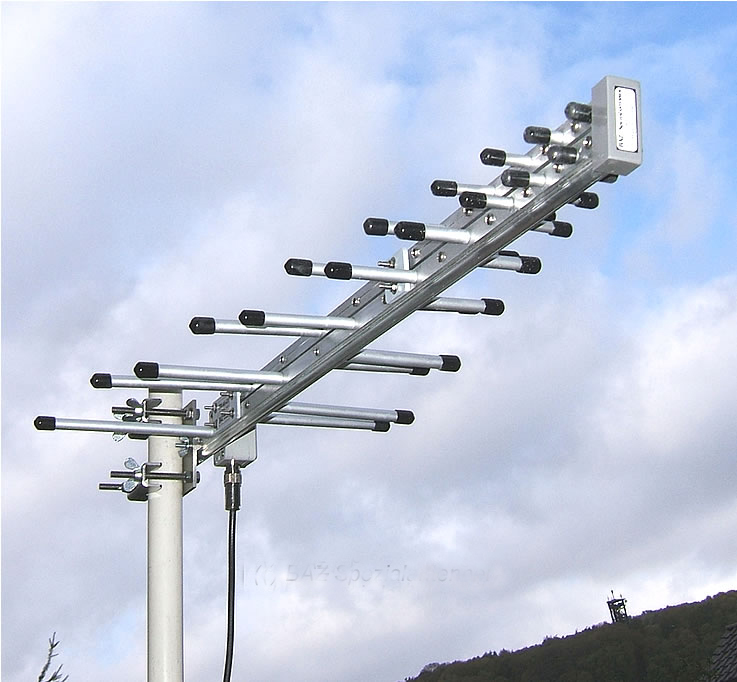
Logarithmisch-periodische Antenne für EMV-Messungen

Breitbandantennen sind Antennen die über einen großen Frequenzbereich zum Empfang, und bei einem Teil der Breitbandantennen auch zum Senden genutzt werden können. Breitbandantennen können ein Bandbreiten-Verhältnis von 1:2 oder mehr besitzen. 
Für Ultra-Wide-Band (UWB) Anwendungen wurden mittlerweile Breitbandantennen entwickelt, die ein Bandbreiten-Verhältnis von bis zu 1:20 besitzen, z. B. 30 MHz bis 600 MHz, wobei in der Literatur man bei diesen Breitbandantennen mit einem so großen Bandbreiten-Verhältnis diese als UWB-Antennen bezeichnet. 
Die meisten Antennenformen sind jedoch bezogen auf die Betriebsfrequenz mit wenigen Prozent Bandbreiten-Verhältnis schmalbandig. Viele Antennen können aber auch auf ungeraden Vielfachen der Betriebsfrequenz ebenfalls genutzt werden können, z. B. 144 MHz, 432 MHz bis z. B. 1296 MHz. Bei dieser Nutzung weichen sowohl der Gewinn, als auch das Strahlungsdiagramm stark von deren Werten in ihrem nominellen Frequenzbereich ab. 
Man kann breitbandige Antennen in folgende Kategorien einteilen:
- Antennen mit einem omnidirektionalen Strahlungsdiagramm
- Antennen mit einem bi-direktionalen Strahlungsdiagramm
- Antennen mit einem gerichteten Strahlungsdiagramm
- Antennen mit horizontaler, vertikaler, elliptischer oder zirkularer Polarisation

Durch konstruktive Maßnahmen können manche elektrische Antennen breitbandiger gestaltet werden, wobei die elektrischen Eigenschaften (zum Beispiel die Strahlungscharakteristik und der Fußpunktwiderstand) über einen weiten Frequenzbereich wenig ändern.

## Prinzip von breitbandigen Antennen
Werden die Abmessungen einer verlustfreien Antenne um den Faktor K vergrößert bzw. verkleinert und auch gleichzeitig die Betriebsfrequenz um den Faktor K gleichzeitig vergrößert bzw. verkleinert, bleiben im Freiraum, also ohne Beeinflussung vom Erdboden oder reflektierenden Flächen, das Strahlungsdiagramm und  Fußpunktwiderstand dieser Antenne konstant.  Sofern die Proportionen, d. h. Abmessungen und Form einer Antenne normiert auf die Wellenlänge nur um den Faktor K nur vergrößert oder verkleinert werden, dann bleiben auch deren Eigenschaften durch die Maßstabsänderung um den Faktor K, also auch bei einer Frequenz die um den Faktor K größer oder kleiner istgleich. 

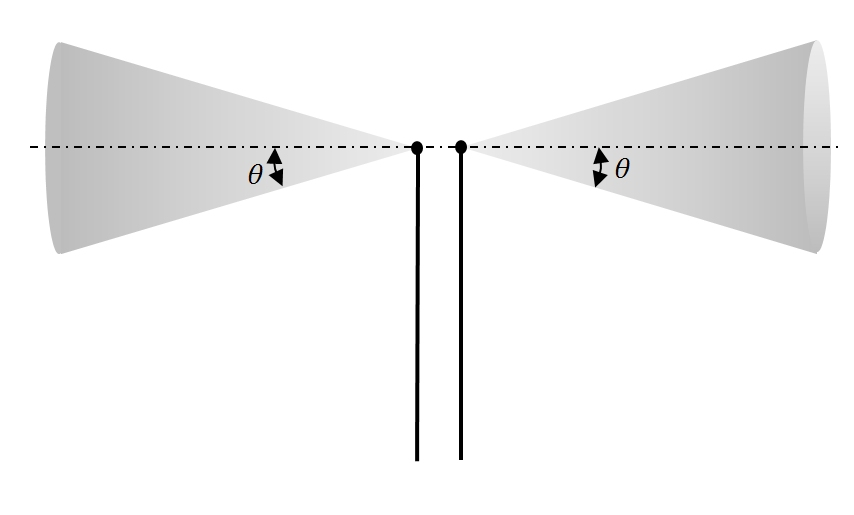
Prinzipdarstellung einer Bikonischen Antenne

Wenn die Form einer Antenne nur durch die Angabe von Winkeln definiert werden kann (Winkelprinzip) wird eine Antenne frequenzunabhängig. So wäre z. B. eine unendlich große Bikonische Antenne frequenzunabhängig, da sie nur durch den Winkel θ der beiden Kegel bezogen auf die Längsachse definiert werden kann, wobei die die Speisepunkte unendlich dicht beieinanderliegen müssen. In der Praxis begrenzen jedoch unter anderem die mechanische umsetzbaren Minimal- und Maximalabmessungen die umsetzbaren Abmessungen einer Antenne und begrenzen damit den nutzbaren Betriebsfrequenzbereich einer breitbandigen Antenne.

## Praktische Ausführungen
Die Discone-Antenne ist ein Beispiel, die es möglich macht, einen großen Frequenzbereich zu nutzen. 
Bei einem elektrischen Dipol erreicht man eine größere Breitbandigkeit, indem man die beiden λ/4-langen Hälften verdickt. Hierzu gibt es mehrere Möglichkeiten, z. B.
- Verdickung des Draht bzw. Rohrdurchmessers
- Aufweitung der beiden λ/4-Hälften zu Kegeln dessen Spitzen aufeinander gerichtet sind, wodurch man eine bi-Konische Antennenform (en. Bi-Conical Antenna) erhält, die im Bereich der EMV-Messtechnik verwendet werden
- Abflachung der Kegels zu zwei Dreiecksflächen führt zu einer Butterfly-Antenne

Eine logarithmisch-periodische Antenne besteht aus einer Anzahl von Dipolen, deren Länge und Abstand zur Strahlungsrichtung hin abnehmen.
Ein ähnliches Prinzip, das auf dem Winkelprinzip aufbaut, nutzt die logarithmische Spiralantenne.
Kombinationen aus Breitbanddipolen und logarithmisch-periodischen Antennen werden als Hybridantennen bezeichnet. 